# ライマン・ハイン
ライマン・ノースロップ・ハイン(Lyman Northrop Hine、1888年6月22日 - 1930年3月5日)は、1920年代終わりに活躍したアメリカ合衆国のボブスレー選手。
ニューヨーク州ブルックリン生まれ。1928年のサンモリッツオリンピックの男子5人乗りで銀メダルを獲得した。